# Madame (album)
| Recensione | Giudizio |
| ---------- | -------- |
| Newsic.it  | 9/10     |
| Ondarock   | 7/10     |
| Rockol     | 8/10     |

Madame è il primo album in studio della cantante italiana omonima, pubblicato il 19 marzo 2021 dalla Sugar Music.
L'album è stato premiato con la Targa Tenco alla miglior opera prima, ed è stato posizionato al sesto posto della classifica dei 20 migliori dischi italiani dell'anno stilata dalla rivista Rolling Stone Italia.

## Descrizione
Il disco si compone di sedici brani, tra cui i singoli usciti nel corso del 2020, Baby e Clito, oltre a quello presentato al Festival di Sanremo 2021, Voce. Nove dei brani sono stati realizzati attraverso la collaborazione di Madame con vari artisti, tra cui Carl Brave, Dardust, Ernia e Fabri Fibra.
La copertina, che raffigura la cantante in primo piano su sfondo completamente grigio e con indosso una doppia collana di perle bianche, è stata curata dal designer Omtode, Simone Furlan e dal fotografo Mattia Guolo.
Nello stesso anno il disco è stato ripubblicato digitalmente con l'aggiunta dei singoli Marea e Tu mi hai capito, usciti rispettivamente il 4 giugno e il 3 settembre.

## Tracce
Testi di Francesca Calearo, eccetto dove indicato.
1. Istinto – 2:28 (musica: Francesco Barbaglia)
2. Voce – 3:31 (musica: Francesca Calearo, Dario Faini, Enrico Botta)
3. Il mio amico (feat. Fabri Fibra) – 3:29 (testo: Francesca Calearo, Fabrizio Tarducci – musica: Nicolas Biasin)
4. Bugie (feat. Rkomi e Carl Brave) – 2:51 (testo: Francesca Calearo, Mirko Manuele Martorana, Carlo Luigi Coraggio – musica: Stefano Tognini, Mirko Manuele Martorana)
5. Babaganoush (feat. Pinguini Tattici Nucleari) – 3:07 (testo: Francesca Calearo, Riccardo Zanotti – musica: Enrico Brun, Riccardo Zanotti)
6. Dimmi ora (feat. Gué Pequeno) – 2:43 (testo: Francesca Calearo, Cosimo Fini – musica: Federico Vaccari, Pietro Miani)
7. Clito – 2:52 (musica: Nicolas Biasin)
8. Mood (feat. VillaBanks) – 2:31 (testo: Francesca Calearo, Vieri Igor Traxler – musica: Nicolas Biasin)
9. Nuda (feat. Ernia) – 3:17 (testo: Francesca Calearo, Matteo Professione, Nicolas Biasin – musica: Nicolas Biasin, Francesca Calearo)
10. Bamboline boliviane – 2:48 (musica: Nicolas Biasin)
11. Mami papi – 2:56 (musica: Pablo Miguel Lombroni Capalbo, Francesco Barbaglia)
12. Baby – 2:32 (musica: Nicola Simone Polo Demaria, John Lewis, Francesco Barbaglia)
13. Luna (feat. Gaia) – 3:05 (testo: Francesca Calearo, Gaia Gozzi, Jacopo Angelo Ettorre – musica: Francesca Calearo, Matteo Novi, Stefano Tognini)
14. Amiconi - Freestyle – 2:32 (musica: Francesco Garanzini)
15. Tutti muoiono (feat. Blanco) – 3:12 (testo: Francesca Calearo, Riccardo Fabbriconi, Michele Zocca – musica: Michele Zocca, Matteo Novi, Riccardo Fabbriconi, Francesca Calearo)
16. Vergogna – 2:36 (musica: Francesco Barbaglia, Nicolas Biasin)

Tracce bonus nella riedizione digitale
1. Tu mi hai capito (feat. Sfera Ebbasta) – 3:31 (testo: Francesca Calearo, Gionata Boschetti – musica: Nicolas Biasin, Paolo Alberto Monachetti)
2. Marea – 3:14 (musica: Francesca Calearo, Dario Faini, Nicolas Biasin)

## Successo commerciale
Madame ha debuttato alla seconda posizione della Classifica FIMI Album stilata da FIMI. Resta in seconda posizione anche la settimana successiva mentre alla terza settimana arriva in prima posizione rendendola l'artista più giovane ad avere un album al primo posto nella classifica FIMI.

## Classifiche

### Classifiche settimanali
| Classifica (2021) | Posizione massima |
| ----------------- | ----------------- |
| Italia            | 1                 |
| Svizzera          | 38                |

### Classifiche di fine anno
| Classifica (2021) | Posizione |
| ----------------- | --------- |
| Italia            | 5         |
| Classifica (2022) | Posizione |
| Italia            | 39        |
| Classifica (2023) | Posizione |
| Italia            | 91        |